# Agnespost

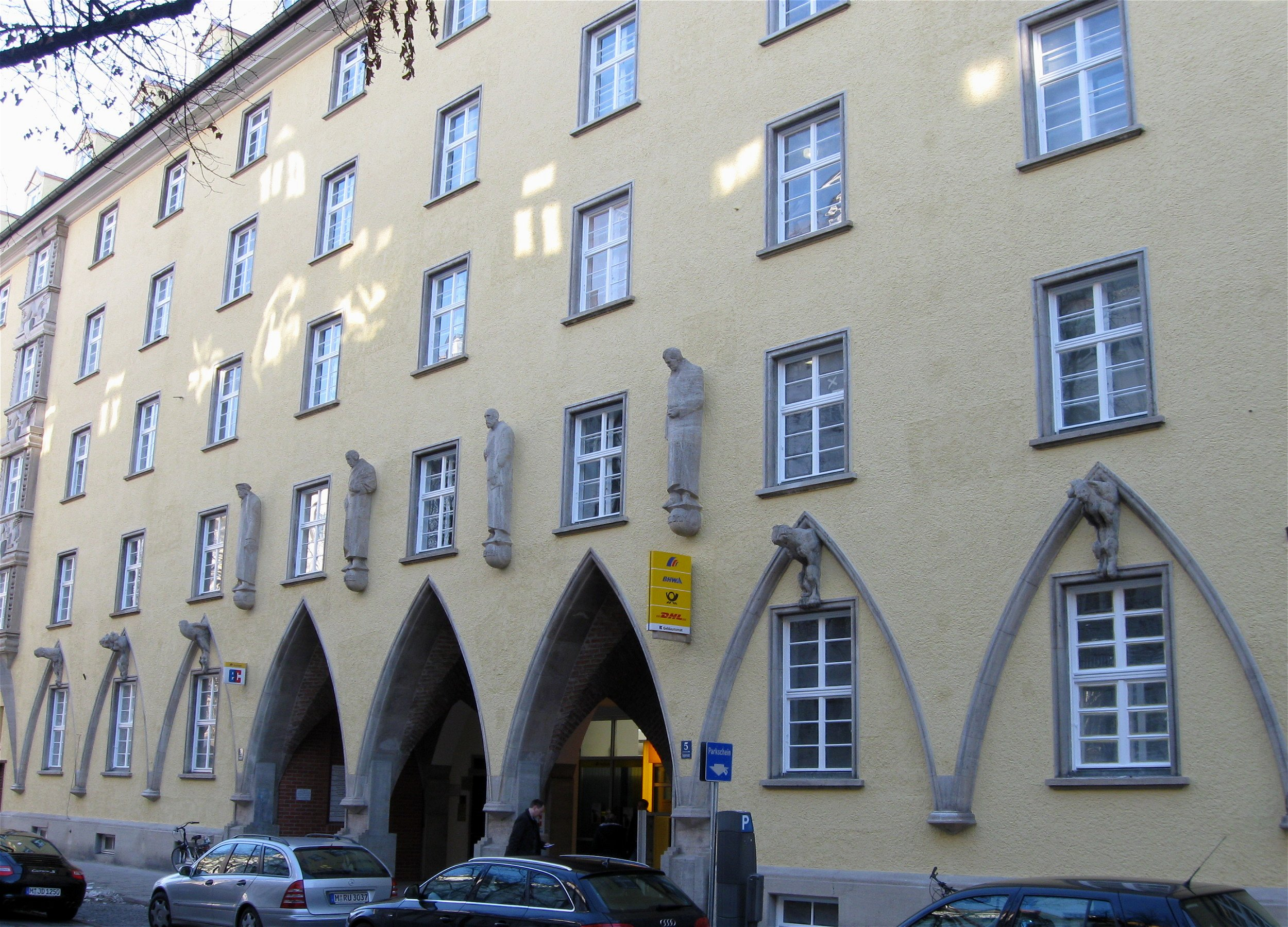
Agnespost

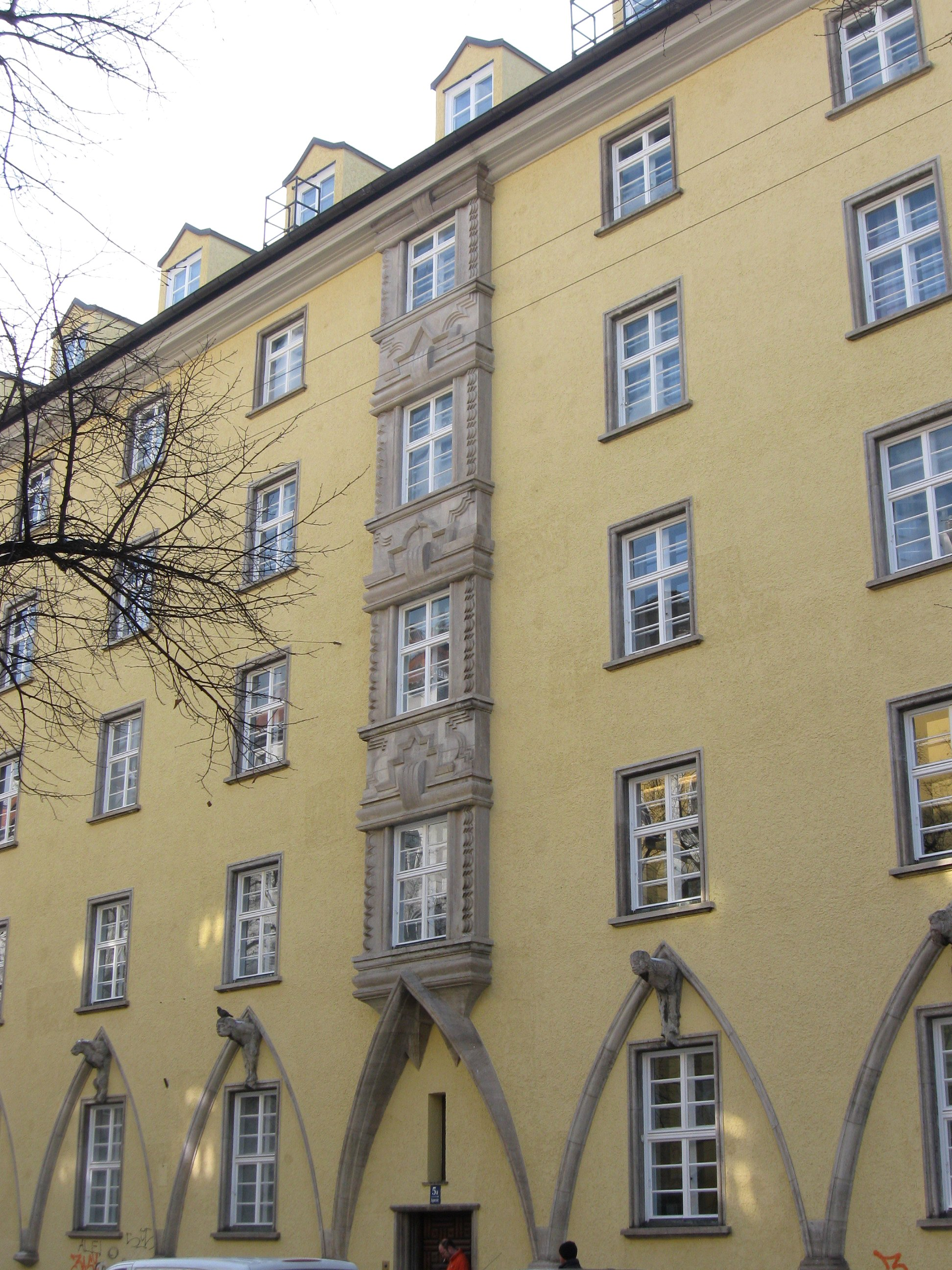
Agnespost

Agnespost ist ein ehemaliges Postgebäude in der Agnesstraße 1–5 in Münchener Stadtteil Schwabing-West.

## Beschreibung und Geschichte
Es wurde 1925 bis 1926 nach Plänen der stilbildenden Architekten der Postbauschule Robert Vorhoelzer und Franz Holzhammer errichtet. Der fünfgeschossige Walmdachblock mit Anklängen an den Expressionismus greift mit seinem Fassadenschmuck auch historisierende Elemente auf. Er hat einen reichen Steinfigurenschmuck.
Das Bauwerk ist unter Aktennummer D-1-62-000-88 als Baudenkmal in der Bayerischen Denkmalliste aufgeführt. Es ist ein Ort des Kulturgeschichtspfads Schwabing-West.
Am 5. Juli 1955 wurde in der Schalterhalle des damaligen Postamts 13 ein tödlicher Paketbombenanschlag auf den slowakischen Exilpolitiker Matúš Černák (1903–1955) verübt. Die Hintergründe des Verbrechens, bei dem auch zwei unbeteiligte Personen ums Leben kamen und 20 Personen verletzt wurden, konnten nicht aufgeklärt werden.
Die frühere Postfiliale wurde 2021 geschlossen.